# Эллада (фема)

Фемы у побережья Эгейского моря около 900 года.

Фема Эллада (греч. θέμα Ἑλλάδος, Thema Hellados) — византийская военно-гражданская провинция (фема), расположенная на юге Греции. Занимала часть Центральной Греции, Фессалии и полуостров Пелопоннес (до ок. 800 г.). Была основана в конце VII в. и просуществовала до конца XI — нач. XII вв., когда была разбита на более мелкие районы.

## История

### VII—VIII вв.
Древний термин Эллада в административном контексте уже использовался в VI в. для обозначения южной Греции и использовался в Синекдеме как альтернативное название римской провинции Ахея. В конце VI и начале VII вв. падение границы Византийской империи на Дунае позволил крупномасштабным славянским вторжениям и поселениям по всему Балканскому полуострову. С 578 г. славянские набеги достигли Фессалии и южной Греции. Благодаря занятости империи долгими и кровопролитными войнами с Сасанидской Персией на востоке и с Аварским каганатом на севере славяне совершали набеги и селились почти по своему желанию. Славянское поселение, последовавшее за набегами в конце VI и начале VII вв. затронуло Пелопоннес на юге и Македонию на севере гораздо больше, чем Фессалию или Центральную Грецию, при этом укрепленные города в основном оставались в руках коренного греческого населения. Тем не менее, в первые десятилетия VII в. славяне могли свободно совершать набеги на Фессалию и на юг относительно беспрепятственно; согласно Чудесам святого Димитрия, ок. 615 г. славяне построили долбёнки и совершили набеги на побережье Фессалии и многих островов Эгейского моря, опустошив многие из них. Некоторые из коренных греков бежали в укрепленные города, на прибрежные острова или в Италию.
Создание фемы Эллады датируется где-то между 687 и 695 гг. во время первого правления императора Юстиниана II, вероятно, как прямой результат его кампании 688/689 против славян. Первый стратег Эллады упоминается в 695 году — им был бывший стратег Анатолика Леонтий, который после поражения в битве при Себастополисе впал в опал, восстал против Юстиниана и сверг его. Хотя современные источники не применяют термин «фема» к Элладе до VIII в., используя вместо этого термин «стратегия» (στρατηγία, «общность»), почти наверняка она была создана с самого начала как полноценная административная единица и контролировала те земли провинции Ахея, которые всё ещё оставались под имперским контролем. Первоначальные границы являются темой для дискуссий, но, исходя из (предполагаемой) степени византийского контроля, её территория должна была включать восточное побережье материка (восточная часть Центральной Греции с Эвбеей и частями Фессалии), возможно, включая восточную часть Пелопоннеса, а также некоторые острова Эгейского моря, такие как Скирос и Кею. Неясно, были ли Афины или Фивы первоначальной столицей фемы; скорее всего эта роли были удостоены Фивы, поскольку они определённо выполняли её в начале X в. Ноднако во второй половине столетия ставка стратега перенесена в Ларису.
Учитывая отсутствие власти над внутренними районами, фема изначально, вероятно, была ориентирована в основном на море и включала прибрежные районы, которые византийский флот мог контролировать. Только во время правления Льва III Исавра начались крупномасштабные походы, в начале IX в. было завершено восстановление контроля империи во внутренних районах. Таким образом, Юстиниан II поселил в Элладе несколько тысяч мардаитов, которые составляли гарнизоны и экипажи для местных военно-морских эскадр. С другой стороны, количество сухопутных войск оставалось довольно низким на протяжении всего существования фемы, по оценкам Уоррена Тредголда их было около 2 тысяч. Флот Эллады сыграл заметную роль во время антииконоборческого восстания 726/7 г. Однако в течение VIII в. имперская власть постепенно распространялась на внутренние районы: местные славяне были обращены в христианство и подчинены византийской власти, часто в автономных округах под управлением собственных архонтов. Этот процесс был прерван, но не остановлен стартовавшей с 746/747 гг. новой волной расселения славян из Болгарии; при этом имперские владения, по-видимому, не сильно пострадали: в 766 г. император Константин V смог призвать 500 ремесленников из «Эллады и островов» в Константинополь, предполагает надежный и регулярный контакт между провинцией. и имперским центром. Экспедиция министра Ставракия в 783 г. снова восстановила и расширила имперскую зону влияния, особенно на Пелопоннесе и в северной Греции. В Центральной Греции и Фессалии поход, по-видимому, была в основном демонстрацией силы с целью укрепления власти и подчинения новых поселенцев, в то время как на Пелопоннесе она, вероятно, включала бои со славянами. Хотя местные славяне Пелопоннеса не были полностью покорены, постепенное усиление имперской власти в конечном итоге привело к отделению Пелопоннеса и образованию отдельной фемы около или вскоре после 800 года.

### IX—XII века
В IX и начале X веков Эллада страдала от набегов сарацинов, особенно после завоевания Крита арабами в 820-х годах и основания Критского эмирата. Среди крупных таких событий в 880-х годах арабский эмир Тарса напал на Эврипос, но потерпел поражение, а в 902 г. сарацины под предводительством Дамиана из Тарса разграбили портовый город Деметриаду. Десять кораблей из Эллады также участвовали в неудавшейся попытке вернуть Крит под командованием Гимерия в 911/2 годы. В 918 г. и снова в 923 г. этот район подвергался болгарским набегам царя Симеона I, чьи солдаты доходили до Пелопоннеса и, возможно, разрушили Фивы. Тем не менее, с конца IX в. в Элладе, как и в остальной части Греции, наблюдаются роста благосостояния, выраженный в увеличении чеканки монет, основании новых городов и создании новых отраслей промышленности (в первую очередь производство шёлка в Фивах). Сарацинская угроза отступила в течение X в. и практически исчезла после византийского завоевания Крита в 960—961 гг.,, но болгарская угроза возобновилась при царе Самуиле, который занял Фессалию в 986 г. и предпринял несколько опустошительных набегов на Крит, Центральную Грецию и Пелопоннес до поражения в битве при Сперхиосе в 997 году.
В течение X и XI вв. Эллада часто управлялась совместно с Пелопоннесом под управлением одного стратега, и по мере того, как значение гражданской администрации росло, такая же практика появляется и с назначением протонотариев, преторов и критесов для обеих фем.. Фессалия, по-видимому, с начала XI в. была отделена от Эллады и присоединена к феме Фессалоники, хотя долина Сперхиоса оставалась частью Эллады примерно до XII века. Стратег Эллады упоминается на протяжении большей части XI в., а дукс Фив и Эврипа — после середины XII века. К концу XI века совместная администрация Эллады и Пелопоннеса перешла под контроль главнокомандующего византийским флотом великому дуке. Однако из-за отсутствия последнего в провинции местная администрация оставалась в ведении местного претора, чью должность часто занимали высокопоставленные и выдающиеся чиновники, такие как ученые-юристы Алексей Аристин и Николай Агиотеодорит.. Однако в рамках обеих фем всё чаще появлялись более мелкие юрисдикции. В конечном итоге в XII в. они превратились в более мелкие фискальные округа, называемые по-разному: хория (одиночное число horion), чартуларата (chartoularaton), и эпискепсис (episkepsis) , в то время как старые темы Эллады и Пелопоннеса постепенно отмерли как административные образования. В частности, хории засвидетельствованы только для Греции и, по-видимому, базировались в Ларисе, Фивах и Еврипе, Афинах, Коринфе и Патрах.
XI век был в значительной степени периодом мира для южной Греции, прерванного только восстанием Петра Деляна (1040—1041), набегом тюркского племени узов в 1064 году и норманнскими нападениями на Фессалию в 1082—1083 годы. Итальянские морские республики, в первую очередь Венеция, начали укреплять свое присутствие в регионе к концу века, знаменуя собой начало господства итальянцев в морской торговле и их постепенного захвата византийской экономики: после неудавшегося норманнского вторжения Алексей I предоставил венецианцам первые торговые привилегии в обмен на их военно-морскую помощь против норманнского флота, такие как иммунитет от налогов и право основывать торговые колонии в некоторых городах, включая Константинополь; В Элладе среди этих городов были Эврип, Фивы и Афины. Последующие правители из династии Комнинов пытались обуздать эти привилегии, отчасти добившись успеха, что привело к осаде Эврипа венецианцами в 1171 г. в качестве возмездия, но в 1198 году Алексиос III Ангел был вынужден дать им ещё более обширные привилегии, позволив создать торговые пункты практически во всех городах, расположенных вблизи побережья.
В 1148 году норманны под предводительством Рожера II разграбили Фивы, унеся её шелководов в Палермо. Однако местная шелковая промышленность выжила и возродилась, отчасти, если не в основном, благодаря еврейским рабочим, о чём во время своего визита в 1165 г. писал Вениамин Тудельский. Он и арабский географ Мухаммад аль-Идриси описывают Грецию середины XII века как густонаселенную и процветающую, в то время как Вениамин отмечает наличие еврейских общин в Фивах, Крисе, Еврипе, Равенике и Зетуни. Ситуация начала меняться к концу правления Мануила I, чьи дорогостоящие военные авантюры привели к повышению налогов. Вкупе с коррумпированностью и самодержавным поведением чиновников это привело к упадку промышленности и обнищанию крестьянства, о чём красноречиво сокрушался митрополит Афинский Михаил Хониат. Этот упадок был временно остановлен при Андронике I, который послал претором Никифора Просуха, но возобновился после воцарения династии Ангелов.
На рубеже XII—XIII вв. центробежные тенденции в Византии стали всё более выраженными. На северо-западе Пелопоннеса архонт Нафплиона Лев Сгур захватил Аргос и Коринф и совершал набеги на Аттику. Воспользовавшись озабоченностью имперских властей Четвертым крестовым походом, в 1204 году он захватил Афины, прежде чем без боя захватить Беотию и Фессалию. Став правителем большей части восточной материковой Греции, он попытался узаконить свое положение женитьбой на дочери свергнутого императора Алексея III в Ларисе. Однако после разграбления Константинополя крестоносцами в апреле 1204 года ситуация изменилась: той же осенью Бонифаций Монферратский повёл армию в Грецию. Лео Сгур пытался противостоять им у Фермопил, но его солдаты бежали, и он отступил в свои крепости на Пелопоннесе, откуда ещё несколько лет сопротивлялся. Бонифаций разделил захваченные земли между своими сторонниками; основными латинскими государствами, образовавшимися на территории бывшей фемы Эллада были Афинское герцогство, Бодоницский маркизат, Графство Салона и триархия Негропонт.

## Комментарии
1. ↑  Эпискепсии были большими владениями, предназначенными для поддержки отдельных лиц, дворянских домов или церквей и монастырей.'"`UNIQ--ref-0000003D-QINU`"' Хории были районами, которые обслуживали военные корабли и их экипажи. The chartoularata были районами, находившимися под управлением чартулариоса, и им было поручено снабжать имперскую армию лошадьми и вьючными животными, и, по-видимому, они функционировали как военные сборные пункты, подобные старым митатам и аплектонам. Они также, по-видимому, соответствуют районам расселения славян'"`UNIQ--ref-0000003F-QINU`"'.'"`UNIQ--ref-00000041-QINU`"'